# Marian Skrzynecki
Marian Skrzynecki (ur. 27 września 1891 w Piotrkowie Trybunalskim, zm. 3 października 1939 w Mościskach) – podpułkownik kawalerii Wojska Polskiego, żołnierz Legionów Polskich, kawaler Orderu Virtuti Militari.

## Życiorys
Syn Józefa (1849–1925) i Pauliny z Grottów (1860–1922). Jego braćmi byli Tadeusz i Walerian. W 1900 roku wraz z rodzicami przeniósł się z Piotrkowa do Częstochowy, gdzie w 1902 roku rozpoczął naukę w gimnazjum rządowym. W 1905 roku jako członek organizacji młodzieżowej „Promieniści” brał udział w strajku szkolnym, po którym został usunięty z gimnazjum. Od 1906 roku uczęszczał do gimnazjum polskiego w Częstochowie. W 1908 roku został członkiem Związku Młodzieży Postępowej (od 1910 Związek Młodzieży Postępowo-Niepodległościowej). Był członkiem Organizacji Bojowej PPS. W 1909 roku ukończył kurs instruktorów bojowych PPS w Krakowie. W 1910 roku we Lwowie wstąpił do Związku Walki Czynnej. Od 1 sierpnia 1914 żołnierz Legionów Polskich, służył w  I Brygadzie Legionów, następnie w 1 pułku ułanów Legionów. Od 5 lutego do 31 marca 1917 roku był słuchaczem kawaleryjskiego kursu oficerskiego przy 1 pułku ułanów w Ostrołęce. Kurs ukończył z wynikiem dobrym. Posiadał wówczas stopień wachmistrza. Latem tego roku, po kryzysie przysięgowym, został internowany w Szczypiornie, a później w Łomży.
W Wojsku Polskim od 1918 roku. Brał udział w wojnie z bolszewikami, gdzie był zastępcą dowódcy 8 pułku ułanów Księcia Józefa Poniatowskiego. Po wojnie pełnił służbę w kancelarii wojskowej Prezydenta RP. 3 maja 1922 roku został zweryfikowany w stopniu rotmistrza ze starszeństwem z dniem 1 czerwca 1919 roku i 305. lokatą w korpusie oficerów jazdy (od 1924 – kawalerii). W 1927 roku ukończył kurs dowódców szwadronów w Centrum Wyszkolenia Kawalerii w Grudziądzu. Następnie był dowódcą szwadronu i kwatermistrzem 7 pułku ułanów lubelskich. 18 lutego 1928 roku awansował na majora ze starszeństwem z dniem 1 stycznia 1928 i 35. lokatą w korpusie oficerów kawalerii. 31 marca 1930 roku został przeniesiony do Korpusu Ochrony Pogranicza i wyznaczony na stanowisko dowódcy szwadronu KOP „Dederkały” w Dederkałach. 3 sierpnia 1931 roku został przeniesiony 8 pułku strzelców konnych w Chełmnie na stanowisko zastępcy dowódcy pułku. 27 czerwca 1935 roku awansował na podpułkownika ze starszeństwem z dniem 1 stycznia 1935 i 4. lokatą w korpusie oficerów kawalerii. 8 kwietnia 1937 roku został I zastępcą dowódcy 7 pułku ułanów w Mińsku Mazowieckim. 26 sierpnia 1939 roku objął dowództwo tego oddziału kawalerii.
Na czele 7 pułku ułanów walczył w kampanii wrześniowej. W końcu września w niejasnych okolicznościach dostał się do niewoli sowieckiej. Istnieją różne wersje tego wydarzenia, według jednej został schwytany po odniesieniu ran w walce, według drugiej został aresztowany w cywilnym ubraniu przez bojówkarzy ukraińskich. 30 września 1939 roku zatrzymany przez żołnierzy Armii Czerwonej w m. Krukienice. Postrzelony podczas próby ucieczki, zmarł w szpitalu w Mościskach, gdzie został pochowany na miejscowym cmentarzu.
Marian Skrzynecki był żonaty z Magdaleną Adelą Edelman, z którą miał dwóch synów: Józefa i Piotra.
Zdaniem Andrzeja Kunerta był potomkiem naczelnego wodza powstania listopadowego Jana Skrzyneckiego, choć autorzy biogramu tego ostatniego w Polskim Słowniku Biograficznym twierdzą, że ten nie miał żadnych synów, a jedynie dwie niezamężne córki.

## Ordery i odznaczenia
- Krzyż Srebrny Orderu Wojskowego Virtuti Militari nr 5443 (17 maja 1922)[12][13]
- Krzyż Niepodległości (2 sierpnia 1931)[14]
- Krzyż Walecznych (trzykrotnie)
- Złoty Krzyż Zasługi (19 marca 1935)[15][16]
- Odznaka za Rany i Kontuzje
- Krzyż Oficerski Orderu Korony Rumunii (Rumunia)[17]
- Medal 10 Rocznicy Wojny Niepodległościowej (Łotwa)[18]